# Hessendamm

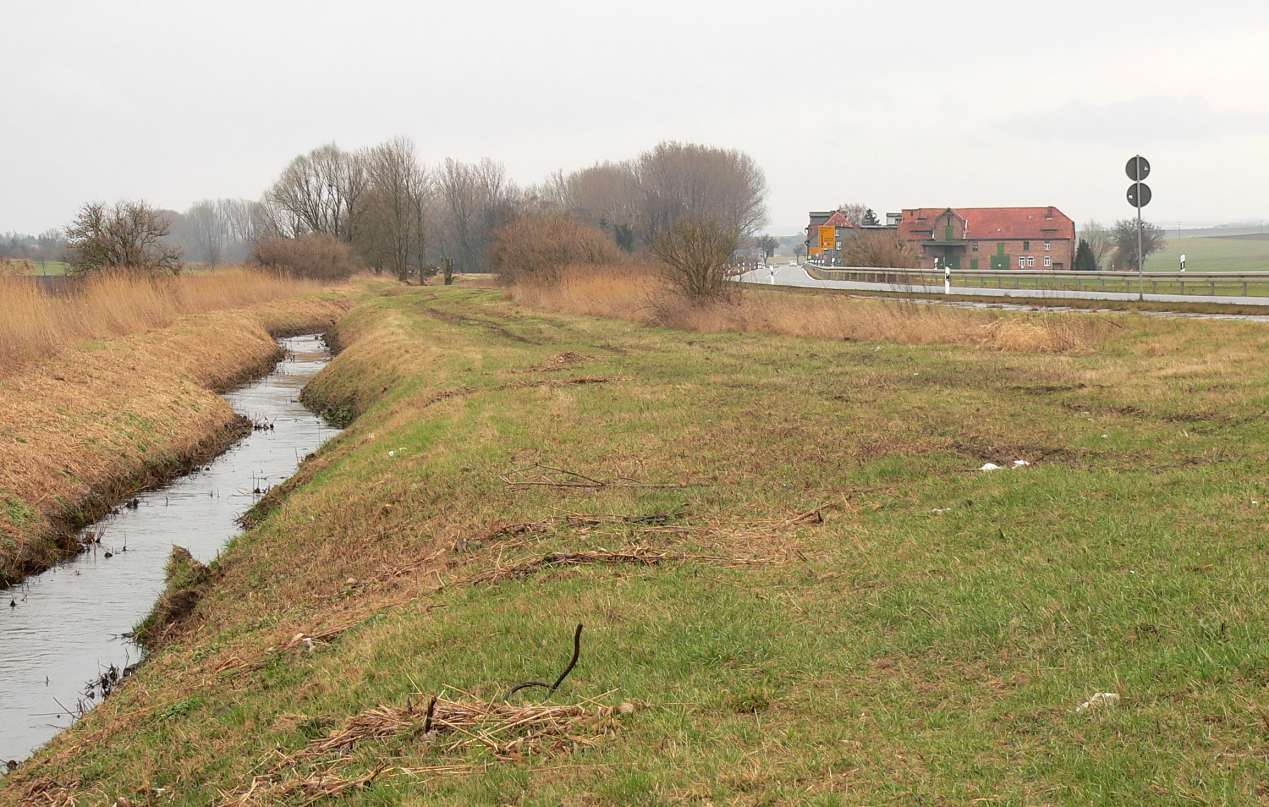
Die B 79 auf dem Hessendamm mit der gleichnamigen Ansiedlung, links die Deersheimer Aue

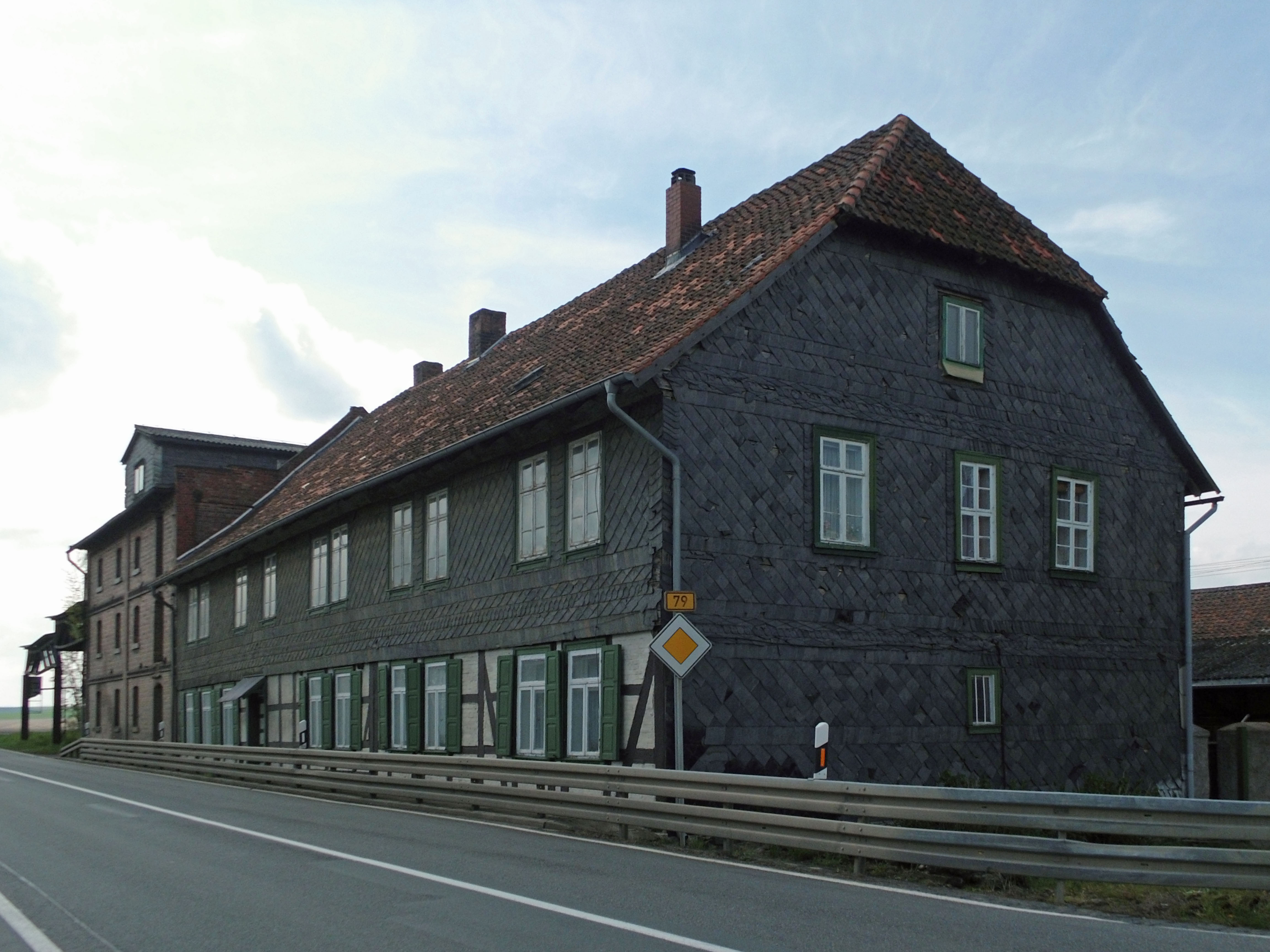
Ehemaliger Gasthof Hessendamm

Der Hessendamm ist der westlichste von drei historischen Verkehrswegen über das Große Bruch und verbindet Hessen mit Mattierzoll. Er überquert das künstliche Fließgewässer Großer Graben und Schiffgraben. Der Hessendamm ist ein Teilstück der Bundesstraße 79 und verläuft über die Landesgrenze zwischen Sachsen-Anhalt und Niedersachsen.

## Geschichte
Im Jahre 1343 erwarben die Herzöge zu Braunschweig von den Grafen von Regenstein die jenseits des Niedermoores Großes Bruch gelegene Burg Hessen mit dem Dorf Hessen. Von Halberstädter Territorium umgeben, bildete dieser Neuerwerb de facto eine Exklave. Also begann man noch im selben Jahr, den Hessendamm aufzuschütten. Der Hessendamm entwickelte sich alsbald zu einer willkommenen Abkürzung der über Hornburg verlaufenden Fernstraße Braunschweig – Halberstadt – Leipzig und wurde so Bestandteil der mittelalterlichen Leipziger Heerstraße (daher der Straßenname Leipziger Straße des Teilabschnittes kurz vor Hessen). Die intensive Nutzung hatte sehr bald die Errichtung von Zollstationen in Mattierzoll und mitten auf dem Hessendamm zur Folge. Nach dem Zweiten Weltkrieg durchschnitt die Innerdeutsche Grenze den Hessendamm. Am 12. November 1989 um 7.58 Uhr öffnete sich durch die Wende in der DDR die Grenze und die B 79 wurde wieder durchgängig befahrbar. Heute erinnern nur noch ein erhalten gebliebener Grenzwachturm und der Informationspunkt an die ehemalige Grenze.

## Ortsteil Hessendamm

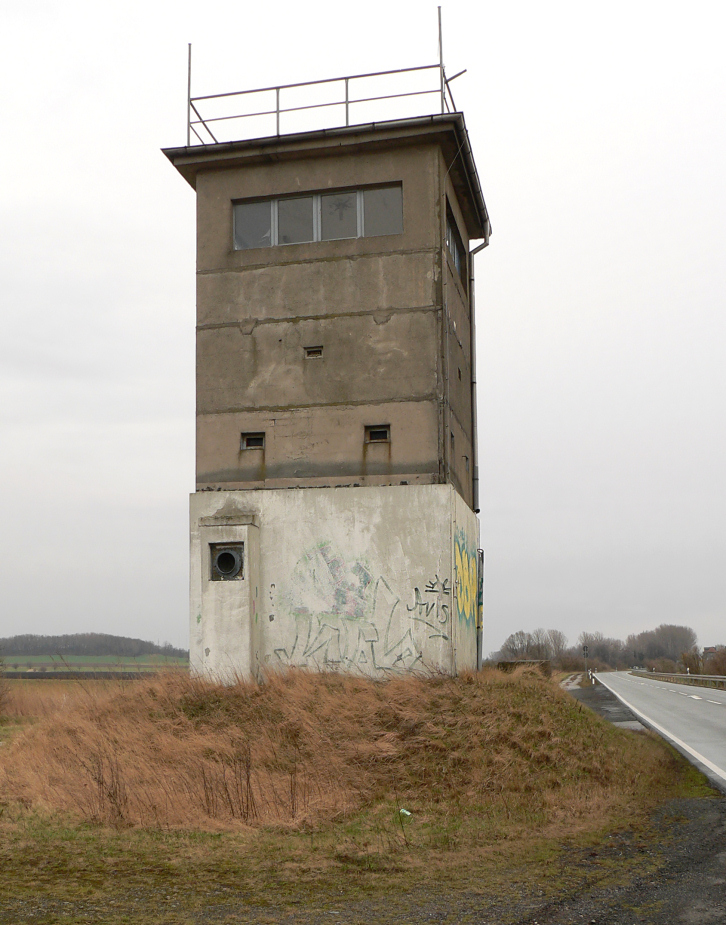
Ehemaliger, denkmalgeschützter DDR-Grenzturm auf dem Hessendamm mit der B 79

Hessendamm ist zugleich der Ortsname einer ursprünglich zu Veltheim am Fallstein gehörenden, kleinen Ansiedlung mitten auf dem gleichnamigen Verkehrsweg. Hier wurde zunächst das Zollhaus des Bistums Halberstadt und spätere preußische Zollstelle (genannt Preuschn Tolln) errichtet. In Hessendamm erfolgten weiterhin Errichtung und Betrieb eines Gasthofes, 1898 die Errichtung eines Haltepunktes der Kleinbahn Heudeber–Mattierzoll sowie ab 1920 der Betrieb eines Getreide-, Futter- und Düngemittelhandels. Hessendamm lag auf DDR-Seite im unmittelbaren Grenzgebiet der Innerdeutschen Grenze und war zwischen 1961 und der Grenzöffnung nur mit Sondergenehmigung zu erreichen.

## Persönlichkeiten
- Pascha Johann Friedrich Weitsch (* 1723 in Hessendamm; † 1803 in Salzdahlum), Landschaftsmaler und Zeichner[4]